# 北広島町立八幡小学校
北広島町立八幡小学校（、英称:Kitahiroshima Town Munipical Yawata Elementary School）は、かつて広島県山県郡北広島町西八幡原に存在した公立小学校である。

## 沿革
- 2013年(平成25年)
  - 3月31日 -- 同校が閉校[1]。
  - 5月13日 -- 同校跡地の不動産物件をアンデルセンが売買契約を締結[2]。